# Cilowa
Cilowa is een bestuurslaag in het regentschap Kuningan van de provincie West-Java, Indonesië. Cilowa telt 3018 inwoners (volkstelling 2010).